# Ur dagens krönika
Ur dagens krönika var en svensk kulturtidskrift som utgavs i Stockholm 1881 till 1891 av Arvid Ahnfelt.
Denna kulturtidskrift utkom med elva årgångar, men upphörde ett drygt år efter redaktören Arvid Ahnfelts död 1890. Åren 1881 till 1884 utkom den med tre till fyra nummer per år och med undertiteln Tidsbilder. Från och med 1885 blev den månatlig, med en löpande paginering om runt tusen sidor per årgång och undertiteln Månadskrift för skönliteratur, teater och politik.
Tidskriften får betraktas som ett organ för det unga Sverige eller åttiotalisterna. I ett nordiskt perspektiv talar man även om det moderna genombrottet, som präglades av värdeord som vetenskap, framsteg och förnuft. Bland medarbetarna märks Georg Brandes, Hjalmar Branting, Gustaf af Geijerstam, Ola Hansson, Georg Nordensvan, Oscar Levertin, Claës Lundin och August Strindberg.